# Malý Slivník
Malý Slivník es un municipio del distrito de Prešov en la región de Prešov, Eslovaquia, con una población estimada a final del año 2024 de 1122 habitantes.
Se encuentra ubicado en el centro-sur de la región, en el valle del río Torysa (cuenca hidrográfica del río Tisza) y cerca de la frontera con la región de Košice.

## Demografía
| Año        | 1994 | 2004     | 2014     | 2024     |
| ---------- | ---- | -------- | -------- | -------- |
| Población  | 524  | 722      | 890      | 1122     |
| Diferencia |      | +37,78 % | +23,26 % | +26,06 % |

| Año        | 2023 | 2024 |
| ---------- | ---- | ---- |
| Población  | 1100 | 1122 |
| Diferencia |      | +2 % |